# Бруднув-Пйонти
Бруднув-Пйонти (пол. Brudnów Piąty) — село в Польщі, у гміні Далікув Поддембицького повіту Лодзинського воєводства.